# Perfect Tense
Perfect Tense es el tercer álbum de estudio de la cantautora Danesa Fallulah, que estaría totalmente planeado a ser diferente a sus dos álbumes antecesores el popular, The Black Cat Neighbourhood y Escapism, dicho álbum fue puesto a la venta en físico y digital el 26 de febrero de 2016 pero sin antes estaban ya sus 3 sencillos a la venta y se podrían escuchar, los sencillos fueron lanzados tiempo antes para poder hacer una mejor promoción del álbum, el álbum para su fecha de salida a la venta constaría de 11 canciones para completar dicho álbum.

## Antecedentes
Perfect Tense es el tercer álbum de la cantante danesa Fallulah, que llevaría una tonalidad y mejor estilo de las canciones de este álbum, tiempo antes se habían puesto a la venta sus cuatro sencillos: "Social Club", "Sorrow Is Shadow", "Ghostfriend", "Perfect Tense".
Mucho tiempo antes de que se revelara la fecha de lanzamiento del álbum.
El álbum está compuesto de 11 Canciones todas escritas por Fallulah , y en el álbum incluye sus 4 sencillos lanzados tiempo antes de que se tuviera propuesta la fecha de lanzamiento del álbum.

## Sencillos
Perfect Tense tiene cuatro sencillos, que fueron lanzados mucho tiempo antes de que se diera la fecha final de lanzamiento del álbum, el primer sencillo fue:
"Social Club" __(Club Social)__ este single fue lanzado el 4 de septiembre de 2015, también fue lanzada a la venta la "versión limpia" de la canción ya que en uno de sus versos dice una palabra altisonante, debido por ser el primer sencillo lanzado a la venta fue el sencillo más popular hasta la fecha, del álbum.
"Sorrow Is A Shadow" __(El Dolor Es Una Sombra)__ este sencillo fue lanzado el 23 de octubre de 2015 este Single tiene una tonalidad de una canción de balada clásica y música de los 80s, pero la momento combina el Pop, Pop rock para que la canción tenga una tonalidad muy ocurrente y divertida, este sencillo tiene una popularidad elevada igual que "Social Club" su letra tiene muy buenos versos, ya que la canción habla del dolor que sentimos en una relación amorosa solo es una sombra que nos daña y nos pone tristes, el objetivo es salir de la tristeza para sentir la verdadera vida.
"Ghotsfriend" __(Amigo Obscuro)__  este sencillo fue lanzado el 11 de septiembre de 2015, esta canción tiene una tonalidad muy misteriosa pero muy buena, ya que habla de un amigo que no puede decir nada pero siempre esta ahí en presencia de todo siempre esta ahí, y también habla de la forma en la que vemos las cosas y sentir que tenemos un amigo que no podemos ver pero que siempre esta ahí con nosotros, que su presencia es grata a pesar de todas las cosas. 
"Perfect Tense"__(Tensión Perfecta)__ este sencillo habla más de las relaciones de pareja, de mujer a hombre y viceversa, la letra de esta canción es muy benévola en una situación romántica, ya que está diciendo en la relación de pareja, hacia el noviazgo de dicha pareja, que sean libres y que vean las maravillas que el mundo tiene y que le gustaría disfrutar esas maravillas que nos brinda nuestro bello mundo junto a él o a ella.

## Lista de canciones
| Perfect Tense |                      |                                               |                             |          |  |
| N.º           | Título               | Escritor(es)                                  | Productor(es)               | Duración |  |
| 1.            | «Perfect Tense»      | Maria Apetri, Grace Tither, Søren Christensen | Fallulah, Søren Christensen | 3:40     |  |
| 2.            | «I.L.W.A.D»          | Maria Apetri                                  | Liam Howe, Fallulah         | 3:40     |  |
| 3.            | «Social Club»        | Maria Apetri, Max Hershenow                   | Liam Howe, Fallulah         | 3:07     |  |
| 4.            | «Sorrow Is a Shadow» | Maria Apetri                                  | Fallulah                    | 4:30     |  |
| 5.            | «Ghostfriend»        | Maria Apetri                                  | Liam Howe, Fallulah         | 4:03     |  |
| 6.            | «Vandalain»          | Maria Apetri                                  | Liam Howe, Fallulah         | 3:50     |  |
| 7.            | «Bob Dylan»          | Maria Apetri                                  | Liam Howe, Fallulah         | 3:13     |  |
| 8.            | «Slow Love»          | Maria Apetri, Søren Christensen               | Liam Howe, Fallulah         | 3:01     |  |
| 9.            | «Swimming Pool»      | Maria Apetri, Jeppe Laursen                   | Liam Howe, Fallulah         | 3:35     |  |
| 10.           | «Lost»               | Maria Apetri, Kaspar Kaae                     | Liam Howe, Fallulah         | 3:01     |  |
| 11.           | «We All Need Water»  | Maria Apetri, Kaspar Kaae                     | Liam Howe, Fallulah         | 4:09     |  |
| 38:24         |                      |                                               |                             |          |  |

- Datos: Q22951055